# 익산 약촌오거리 택시 기사 살인 사건
익산 약촌오거리 택시기사 피살사건(益山약촌오거리taxi技士被殺事件)은 2000년 8월에 대한민국 전라북도 익산시 약촌오거리에서 택시기사가 흉기에 여러차례 찔려 사망한 사건이다. 처음에는 남성 청소년 최아무개가 범인으로 지목되었다.
최는 1심에서 범행을 부인해 징역 15년이 선고되었으며, 2심에서 범행을 시인해 징역 10년을 선고받고 상고를 포기해 형이 확정됐다.
그러나 2003년 6월 진범으로 지목된 인물 김아무개가 잡혔다. 김의 진술이 최아무개의 진술보다 더 범행정황에 가까웠는데도 검찰은 김에 대한 수사를 반대하였다.
2016년 11월 17일 광주고법 제1형사부(노경필 부장판사)가 살인 혐의로 기소된 최아무개에 대한 대한 재심에서 무죄를 선고했고 박준영 변호사가 재심을 맡았다.
같은 날 전주지검 군산지청은 진범으로 지목된 김아무개를 체포, 구속 기소하였다. 2018년 3월 27일 김의 징역 15년형이 확정되었다.
영화 '재심'이 이 사건을 모티브로 제작되었다.

## 같이 보기
- 수원 노숙소녀 살인 사건
- 일본 변호사 연합회가 지원하는 재심 사건
- 재심